# Papier kwitariuszowy
Papier kwitariuszowy – odmiana papieru do pisania zwykłego, wyróżniający się barwą różową, żółtą, pomarańczową lub seledynową, przeznaczony do produkcji albumów (stąd też nazywany papierem albumowym). Wytwarzany w klasie VII o gramaturze 60 g/m2.